# Jason Behr
Jason Nathaniel Behr (ur. 30 grudnia 1973 w Minneapolis) – amerykański aktor telewizyjny i filmowy.

## Życiorys

### Wczesne lata
Urodził się w Minneapolis w stanie Minnesota jako drugi z czterech synów Patricii Ann Steiner i Davida Paula Behra. Jego matka ma pochodzenie austriackie, niemieckie i irlandzkie, a ojciec ma korzenie szwajcarsko-niemieckie, angielskie, szkockie, hiszpańskie, holenderskie i francuskie. W wieku pięciu lat wystąpił w szkolnym przedstawieniu. Kiedy miał około dziesięć lat jego ojciec opuścił rodzinę i rozwiódł się z matką. Dorastał z trzema braćmi – Johnem, Aaronem i Andrew oraz przyrodnią siostrą. W 1992 ukończył szkołę średnią Richfield High School w Richfield, na przedmieściach Minneapolis.

### Kariera
Mając 19 lat, przeniósł się ze swoim menedżerem Marvinem Dauerem do Los Angeles i rozpoczął karierę od udziału w ponad 75 reklamach. Dwa lata później pojawił się gościnnie w dwóch odcinkach sitcomu ABC Krok za krokiem (Step By Step, 1994) z Patrickiem Duffym i Suzanne Somers, a następnie wystąpił w sitcomie Showtime Sherman Oaks (1995-1997) jako Tyler Baker.
Po gościnnym udziale w serialach: Niebieski Pacyfik (Pacific Blue, 1996), CBS JAG – Wojskowe Biuro Śledcze (1997), NBC Portret zabójcy (Profiler, 1997) jako kelner u boku Roberta Daviego, Ally Walker i Juliana McMahona, 20th Century Fox Buffy: Postrach wampirów (Buffy the Vampire Slayer, 1997), CBS Siódme niebo (7th Heaven, 1997), ABC Krakers (Cracker, 1997) z Joshem Hartnettem i Cliffem De Youngiem, zagrał postać Chrisa Wolfe w serialu WB Jezioro marzeń (Dawson's Creek, 1998-1999).
Debiutował na kinowym ekranie w komediodramacie fantasy Miasteczko Pleasantville (Pleasantville, 1998) u boku Tobeya Maguire'a, Reese Witherspoon i Williama H. Macy’ego. Międzynarodową sławę przyniosła mu kreacja kosmity i nastolatka Maxa Evansa w serialu WB Roswell: W kręgu tajemnic (Roswell, 1999-2002), za którą był dwukrotnie nominowany do nagrody Saturna i Teen Choice Awards.

## Życie prywatne
10 listopada 2006 poślubił KaDee Strickland.